# Simning vid olympiska sommarspelen 1952
Simningen vid olympiska sommarspelen 1952 i Helsingfors bestod av elva grenar, sex för män och fem för kvinnor, och hölls mellan den 26 juli och 2 augusti 1952 i Helsingfors Simstadion. Antalet deltagare var 319 tävlande från 48 länder.

## Medaljfördelning
| Pl. | Nation         | Guld | Silver | Brons | Totalt |
| --- | -------------- | ---- | ------ | ----- | ------ |
| 1   | USA            | 4    | 2      | 3     | 9      |
| 2   | Ungern         | 4    | 2      | 1     | 7      |
| 3   | Frankrike      | 1    | 1      | 1     | 3      |
| 4   | Australien     | 1    | 0      | 0     | 1      |
| 4   | Sydafrika      | 1    | 0      | 0     | 1      |
| 6   | Japan          | 0    | 3      | 0     | 3      |
| 6   | Nederländerna  | 0    | 3      | 0     | 3      |
| 8   | Sverige        | 0    | 0      | 2     | 2      |
| 9   | Brasilien      | 0    | 0      | 1     | 1      |
| 9   | Nya Zeeland    | 0    | 0      | 1     | 1      |
| 9   | Storbritannien | 0    | 0      | 1     | 1      |
| 9   | Tyskland       | 0    | 0      | 1     | 1      |

## Medaljörer

### Damer
| Gren                         | Guld                                                   | Silver                                                                                                 | Brons                                                                      |
| 100 m frisim Detaljer...     | Katalin Szöke Ungern                                   | Hannie Termeulen Nederländerna                                                                         | Judit Temes Ungern                                                         |
| 400 m frisim Detaljer...     | Valéria Gyenge Ungern                                  | Éva Novák Ungern                                                                                       | Evelyn Kawamoto USA                                                        |
| 100 m ryggsim Detaljer...    | Joan Harrison Sydafrika                                | Geertje Wielema Nederländerna                                                                          | Jean Stewart Nya Zeeland                                                   |
| 200 m bröstsim Detaljer...   | Éva Székely Ungern                                     | Éva Novák Ungern                                                                                       | Helen Gordon Storbritannien                                                |
| 4 x 100 m frisim Detaljer... | Ungern Ilona Novák Judit Temes Éva Novák Katalin Szöke | Nederländerna Marie-Louise Linssen-Vaessen Koosje van Voorn Hannie Termeulen Irma Heijting-Schuhmacher | USA Jacqueline Lavine Marilee Stepan Joan Alderson-Rosazza Evelyn Kawamoto |

### Herrar
| Gren                         | Guld                                                 | Silver                                                              | Brons                                                               |
| 100 m frisim Detaljer...     | Clarke Scholes USA                                   | Hiroshi Suzuki Japan                                                | Göran Larsson Sverige                                               |
| 400 m frisim Detaljer...     | Jean Boiteux Frankrike                               | Ford Konno USA                                                      | Per-Olof Östrand Sverige                                            |
| 1500 m frisim Detaljer...    | Ford Konno USA                                       | Shiro Hashizume Japan                                               | Tetsuo Okamoto Brasilien                                            |
| 100 m ryggsim Detaljer...    | Yoshinobu Oyakawa USA                                | Gilbert Bozon Frankrike                                             | Jack Taylor USA                                                     |
| 200 m bröstsim Detaljer...   | John Davies Australien                               | Bowen Stassforth USA                                                | Herbert Klein Tyskland                                              |
| 4 x 200 m frisim Detaljer... | USA Wayne Moore Bill Woolsey Ford Konno James McLane | Japan Hiroshi Suzuki Yoshihiro Hamaguchi Toru Goto Teijiro Tanikawa | Frankrike Joseph Bernardo Aldo Eminente Alexandre Jany Jean Boiteux |